# Wilson Combat
A Wilson Combat é uma fabricante de pistolas personalizadas localizado em Berryville, Arkansas, especializada na personalização e fabricação de M1911A1s. Tendo iniciado sob o nome "Wilson's Gun Shop" em 1977, Bill Wilson iniciou seu novo negócio de armeiros na parte de trás da joalheria da família, "Wilson's Jewelry", na esquina da praça pública de Berryville. Em 2000, a empresa comprou "Scattergun Technologies" e comercializa espingardas de combate sob o nome Wilson Combat Scattergun Technologies.

## Produtos
- Pistolas M1911-A1 personalizadas, em calibres como .45 ACP, 10mm Norma, .40 S&W, .38 Super, 9mm Luger e .22 LR.
- Tecnologias Scattergun: escopetas Remington 870 em calibre 12 e 20, e Remington Model 11-87 em calibre 12.
- Personalização da série Beretta de pistolas Modelo 92/96, incluindo retoque, ajuste de ação e atualizações de várias peças.
- Rifles AR-15 em .223 / .223 Wylde / 5,56 mm / 6,8 SPC / 300 AAC Blackout / .308 / .338 Federal / 7,62x40 WT / .204 Ruger / .458 SOCOM e 9 × 19 mm Parabellum
- Rifles de ação de ferrolho somente em .308 / 7.62mm
- Facas personalizadas: lâminas e pastas fixas com base em projetos de fabricantes de facas personalizados
- Acessórios para os itens acima, incluindo carregadores para o respeitado modelo 47 M1911
- Munição de rifles e pistolas